# Walter Scheuer (Produzent)
Walter „Wally“ Scheuer (* 1922 in New York City; † 20. September 2004 in Manhattan) war ein US-amerikanischer Filmproduzent, Investmentmanager und Philanthrop.

## Leben
Walter Scheuer war das drittälteste der fünf Kinder von Simon „Sy“ Scheuer (1891–1979), dessen Vorfahren Ende des 19. Jahrhunderts aus Deutschland in die USA migriert waren und der in den 1920er bis 1970er Jahren durch den Kauf von New Yorker Immobilien und Aktien ein Vermögen von ca. 500 Millionen Dollar erlangt hatte. Zu dessen vier Söhnen gehörten außerdem der Politiker James H. Scheuer und der Filmkritiker Steven H. Scheuer (1926–2014).
Walter Scheuer wuchs in wohlhabenden Verhältnissen auf. Er besuchte die Ethical Culture School und die Fieldston School in seiner Heimatstadt New York sowie das Swarthmore College in Pennsylvania, wo er seinen Abschluss machte (und das ihm 1999 einen Ehrenabschluss verlieh). Während des Zweiten Weltkriegs diente er in der Fernmeldetruppe United States Army Signal Corps an Bord der USS Blue Ridge im Südpazifik.
Walter Scheuer arbeitete zunächst mit seinem Vater im Immobilienhandel zusammen. Später machte er an der Wall Street Karriere. Er war unter anderem als Manager für die Investmentbank Oppenheimer & Co. tätig. Von 1980 bis zu seinem Tod leitete er die Investmentgesellschaft Sterling Capital Corporation.
Wie auch seine Eltern und Geschwister betätigte sich Scheuer als Philanthrop, wobei er sich insbesondere in der New Yorker Klassik-Musikszene engagierte. Ab 1977 war er Trustee der Carnegie Hall und arbeitete eng mit dem Violinisten Isaac Stern zusammen, der zuvor den Abriss der baufälligen Konzerthalle verhindert hatte. Scheuer fungierte auch als Executive Producer des oscarprämierten Dokumentarfilms Von Mao zu Mozart – Isaac Stern in China (1979).
Weitere Produktionen Scheuers folgten wie Allan Millers Dokumentarfilme High Fidelity über das Guarneri String Quartet (1989) und Small Wonders (1995; Alternativtitel Fiddlefest) über die Geigenlehrerin  Roberta Guaspari. Small Wonders brachte Scheuer und Miller bei der Oscarverleihung 1996 eine Nominierung für den Oscar in der Kategorie „Bester Dokumentarfilm“ ein und bildete die Grundlage für den Spielfilm Music of the Heart (1999), an dem Scheuer ebenfalls als Produzent mitwirkte.
Scheuer war unter anderem auch ein langjähriger Trustee der Paul Taylor Dance Company und an der Produktion des für einen Oscar nominierten Dokumentarfilms Dancemaker (1998) beteiligt, in dem Regisseur Matthew Diamond den Choreografen Paul Taylor porträtiert. Im Jahr 2000 erschien Scheuers letzte Filmproduktion, The Turandot Project, eine Dokumentation über die von Zhang Yimou in Peking inszenierte Aufführung der Oper Turandot.
Walter Scheuer starb 2004 im Alter von 82 Jahren in seinem Zuhause in Manhattan, New York. Er hinterließ seine Ehefrau, zwei Töchter und zwei Söhne.

## Filmografie
- 1979: Von Mao zu Mozart – Isaac Stern in China
- 1988: A Hungry Feeling: The Life and Death of Brendan Behan
- 1989: High Fidelity
- 1991: November's Children... Revolution in Prague
- 1995: Small Wonders
- 1998: Dancemaker
- 1998: Itzhak Perlman: Fiddling for the Future
- 1999: Music of the Heart
- 2000: The Turandot Project